# 舌尖音

調音部位

唇音
両唇音
唇歯音
舌頂音
舌尖音 / 舌端音
舌唇音
歯間音
歯音
歯歯茎音
歯茎音
後部歯茎音
そり舌音
歯茎硬口蓋音
舌背音
硬口蓋音
軟口蓋音
口蓋垂音
咽喉音
咽頭音
喉頭蓋音
声門音
二重調音
両唇軟口蓋音

▶ 調音方法

舌尖音（ぜっせんおん）は舌先（舌尖）で調音される音をいう。

## 概要
これは舌先からその背後にわたる部分（舌端）で調音される舌端音と対比されるが、両者が通常、言語において区別されるのは摩擦音と破擦音のみである。
舌端が刃先のようなものだとすれば、舌尖は針先のようなものである。
舌尖は通常の口の構えで下歯についており、持ち上げて調音がなされる。歯茎後部まで持ち上げるとそり舌音となる。
国際音声記号で舌尖で調音することを表す場合には、補助記号の[  ̺ ]を使って[t̺]のように表記する。
バスク語など、舌尖音と舌端音を区別する言語も存在する。